# 潜水艦を題材とした作品
この潜水艦を題材とした作品では、潜水艦を題材とした作品をはじめとする各種コンテンツを一覧を掲載している。

## 漫画
- Ark Performance『蒼き鋼のアルペジオ』
- 天沼俊『戦海の剣』
- 小澤さとる『サブマリン707』 『青の6号』
- かわぐちかいじ『沈黙の艦隊』
- 佐藤秀峰『特攻の島』（回天）
- バロン吉元『どん亀野郎』
- ひおあきら『サイレン戦記』
- 星野之宣『ブルーシティー』 『海の牙』（『ブルーシティー』番外編）
- 松本零士『潜水艦スーパー99』『オーロラの牙』

## 小説
- 有川浩、『海の底』
- アレクザンダー・フラートン、佐波誠訳、『潜水艦いまだ帰投せず』、早川書房、1996年、ISBN 4-15-040821-1 - 英海軍潜水艦シーティスの事故を題材した小説
- 荒巻義雄『紺碧の艦隊』
- 池上司『雷撃深度一九・五』、新潮社、1996年、ISBN 4-10-412701-9
- 梅原克文『ソリトンの悪魔』
- 押川春浪『海底軍艦』
- 斎藤洋『シュレミールと小さな潜水艦』『イーゲル号航海記』
- 志茂田景樹『極光（オーロラ）の艦隊』
- ジュール・ヴェルヌ『海底二万里』
- ダグラス・リーマン、高永洋子訳、『国王陛下のUボート』、早川書房、1985年、ISBN 4-15-040396-1
- トム・クランシー、『レッド・オクトーバーを追え（原題：The hunt for RED OCTOBER）』
- 中村秀樹、『尖閣諸島沖海戦』、光人社、2012年、ISBN 978-4-7698-2763-4、『第二次日露戦争』、光人社、2013年、ISBN 978-4-7698-2810-5
- ピーター・ハクソーゼン, R.アラン・ホワイト, イーゴリ・クルジン、三宅真理訳、『敵対水域』、文藝春秋、1998年、ISBN 4-16-353740-6
- ピーター・ハクソーゼン、秋山信雄・神保雅博訳、『対潜海域 — キューバ危機、幻の核戦争』、原書房、2003年、ISBN 4562036222
- 福井晴敏『終戦のローレライ』
- ロータル＝ギュンター・ブーフハイム、松谷健二訳、『Uボート』(原題：Das Boot)、早川書房

## 映画
第二次世界大戦中の潜水艦を題材とした作品
- 『1941』（1979年、監督：スティーヴン・スピルバーグ）
- 『Crash Dive（英語版）』 （1943年、監督：アーチー・メイヨー）
- 『U-571』 （2000年、監督：ジョナサン・モストウ）
- 『Uボート』 （1981年、監督：ウォルフガング・ペーターゼン）
- 『Uボート 最後の決断』（2004年、監督：トニー・ジグリオ）
- 『アナザー・ウェイ ―D機関情報―』 （1988年、監督：山下耕作）
- 『海の牙』 （1946年、監督：ルネ・クレマン）
- 『眼下の敵』（1957年、監督：ディック・パウエル）
- 『劇場版 蒼き鋼のアルペジオ -アルス・ノヴァ- DC』『劇場版 蒼き鋼のアルペジオ -アルス・ノヴァ- Cadenza』（2015年、監督：岸誠二）
- 『轟沈　印度洋潜水艦作戦記録』（1944年、監督：渡辺義美）
- 『潜水艦D1号』 （1937年、監督：ロイド・ベーコン）
- 『潜水艦U153』 （1963年、監督：C・M・ペニントン＝リチャーズ）
- 『潜水艦イ-57降伏せず』 （1959年、監督：松林宗恵）
- 『潜水艦轟沈す』 （1941年、監督：マイケル・パウエル）
- 『潜水艦ろ号 未だ浮上せず』（1954年、監督：野村浩将）
- 『太平洋の虎鮫』（1951年、監督：ジョン・ファロー）
- 『出口のない海』（2006年、監督：佐々部清）
- 『人間魚雷回天』（1955年、監督：松林宗恵）
- 『人間魚雷出撃す』 （1956年、監督：古川卓巳）
- 『ビロウ』（原題：BELOW、2002年、監督：デヴィッド・トゥーヒー） - 潜水艦映画にオカルト的要素を加味した作品。
- 『深く静かに潜航せよ』（1958年、監督：ロバート・ワイズ）
- 『真夏のオリオン』（2009年、監督：篠原哲雄）
- 『ローレライ』（2005年、監督：樋口真嗣）

第二次世界大戦後の潜水艦を題材とした作品
- 『007 私を愛したスパイ』（1977年、監督：ルイス・ギルバート）
- 『K-19』 （2002年、監督：キャスリン・ビグロー） - 実在のソ連原潜K-19のエピソードに基づく。
- 『イエロー・サブマリン』（1968年、監督：ジョージ・ダニング、ジャック・ストークス）
- 『イン・ザ・ネイビー』（1996年、監督：デイビット・S・ワード）
- 『原子力潜水艦浮上せず』（1978年、監督：デイビット・グリーン）
- 『クリムゾン・タイド』（1995年、監督：トニー・スコット）
- 『クラッシュ・ダイブ』（1997年、監督：アンドリュー・スティーブンス）
- 『クラッシュ・ダイブ II』 （1998年、監督：エド・レイモンド）
- 『地球の危機』（原題：Voyage to the Bottom of the Sea、1961年、監督：アーウィン・アレン）
- 『沈黙の追撃』 （2005年、監督：アンソニー・ヒコックス）
- 『ブラック・シー』（2014年、監督：ケヴィン・マクドナルド）
- 『ユリョン』（1999年、監督：ミン・ビョンチョン）
- 『レッド・オクトーバーを追え!』 （1990年、監督：ジョン・マクティアナン）

## TVドラマ
- 『海底大戦争 スティングレイ』
- 『原子力潜水艦シービュー号』
- 『シークエスト』
- 『原潜ヴィジル 水面下の陰謀
- 『ザ・ラストUボート（ドイツ語版）』（1993年、監督：フランク・バイヤー） - 敗戦直前ドイツを出航して日本にウラニウムとジェット・エンジン技術者を送り届ける使命を持った独潜水艦の運命。

## アニメ
- 『蒼き鋼のアルペジオ -アルス・ノヴァ-』
- 『青の6号』
- 『絢爛舞踏祭 ザ・マーズ・デイブレイク』
- 『サブマリン707R』
- 『SUBMARINE SUPER 99』
- 『タイドライン・ブルー』
- 『フクちゃんの潜水艦』
- 『ふしぎの海のナディア』
- 『フルメタル・パニック!』
- 『沈黙の艦隊』
- 『名探偵コナン 黒鉄の魚影』

## ゲーム
- 『2027』（2007年、パチスロ機）
- 『DEEP SEA ADVENTURE 海底宮パンタラッサの謎』（1997年、PlayStation用ソフト）
- 『Silent Hunterシリーズ』（1996年〜、PC用)
- 『-U- underwater unit』（2002年、PlayStation 2用ソフト）
- 『踊る大捜査線 THE GAME 潜水艦に潜入せよ!』（2010年、ニンテンドーDS用ソフト）
- 『海底大戦争』（1993年、セガサターン用ソフト）
- 『絢爛舞踏祭』（2005年、PlayStation 2用ソフト）
- 『スクーン』（1986年、ファミリーコンピュータ用ソフト）
- 『スティールダイバー』（2011年、ニンテンドー3DS用ソフト）
- 『STEELDIVER SUBWARS』（2014年、ニンテンドー3DS用ソフト）
- 『蒼海の皇女たち』（2008年、PC用アダルトゲーム）
- 『蒼海のヴァルキュリア 〜孤高の皇女ルツィア〜』（2009年、PC用アダルトゲーム）
- 『チョロQマリン Qボート』（1998年、PlayStation用ソフト）

## 架空の潜水艦（潜水艇）

### <数字・アルファベット>
- 707F（漫画『サブマリン707F』）
- 708号、709号、717号、727号、737号、747号（漫画『サブマリン707』）
- CN Type 100（ゲーム『Modern Warships』）
- E-401（アニメ映画『テクノポリス21C』）
- Gタウン（TVアニメ『科学忍者隊ガッチャマンII』）
- K-6（漫画『潜水艦スーパー99』）
- King Julien II（アニメ『ザ・ペンギンズ from マダガスカル』）
- M・B7号（絵物語『地球SOS』）
- MJ（海中戦闘機）（小説『疾走れ、撃て!』）
- NES-2 ドルフィン（TVアニメ『キスダム -ENGAGE planet-』）
- S級潜航艇（TV『ウルトラセブン』）
- 特殊潜航艇S-22号（OV『ウルトラマンパワード』）
- SGS（映画『ゴジラ×メガギラス G消滅作戦』）
- SSN-000 スターズ アンド ストライプス（漫画『サブマリン707F』）
- SSU78（映画『ウルトラマンコスモスVSウルトラマンジャスティス THE FINAL BATTLE』）
- T232号（小説・映画『復活の日』）
- U-0（漫画『戦場まんがシリーズ』「オーロラの牙」）
- U-2501（漫画『蒼き鋼のアルペジオ』）
- UC号（漫画『サブマリン707』）
- UX号（漫画『サブマリン707』）
- Uキャリア（漫画『サブマリン707』）
- USSR-SWN ヴォストーク（漫画『サブマリン707F』）
- U型潜水艦（漫画『潜水艦スーパー99』）
- XB8号（小説『午後の恐竜』）
- Z型潜水艦（小説『潜水艦の設計図』）
- α号（映画『緯度0大作戦』）

### <あ行>
- 潜水空母アーク（小説『魔界水滸伝』）
- アーサー号（TV『ウルトラセブン』）
- アーセナルギア（ゲーム『メタルギアソリッド2』）
- 超巨大高速潜水艦アームドウイング （PCゲーム『鋼鉄の咆哮3 ウォーシップコマンダー』）
- アイアンフィッシュ（TV『ウルトラマンタロウ』※本編未登場）
- 強襲潜水艦アゥエルシュテット（アニメ『マクロス ゼロ』）
- 青の1〜8号（漫画・OVA『青の6号』）
- あかしお型潜水艦（漫画『無の黒船 クライシスIII』）
- あかつき（映画『メカゴジラの逆襲』）
- アドミラル・ロジェストウェンスキー（OVA『サブマリン707R』）
- アポロ・ノーム（漫画・OVA『サブマリン707』）
- あましお（小説『MM9』）
- あらしお（漫画『戦海の剣』）
- 潜水航空巡洋艦アリコーン（TVゲーム「ACE COMBAT 7 SKIES UNKNOWN」）
- アルヴィンII（小説『海の底』）
- アルカトラズ（映画『沈黙の追撃』）
- アルファ級改原子力潜水艦（『FUTURE WAR 198X年』）
- アレキサンダー（漫画・TVアニメ『沈黙の艦隊』）
- アレクサンドラ（TVアニメ『Project BLUE 地球SOS』）
- アンカレッジ（映画『GODZILLA』）
- アンタレス号（TVアニメ『コンクリート・レボルティオ〜超人幻想〜』）
- 亜 - 六反応動力潜水艦（小説『レッドサン ブラッククロス』）
- アンドロメダ級原子力潜水艦カサンドラ（小説『妖精作戦』）
- イ-18、イ-201（漫画『蒼き鋼のアルペジオ』）
- 伊51（映画『アナザー・ウェイ ―D機関情報―』）
- 伊51（漫画『サブマリン707』）
- 伊57（映画『潜水艦イ-57降伏せず』）
- 伊77（映画『真夏のオリオン』）
- 伊81（映画『真夏のオリオン』）
- イ201（アニメ『ハイスクールフリート』）
- 伊400、伊401、伊402（漫画・アニメ『蒼き鋼のアルペジオ』）
- 伊507（小説『終戦のローレライ』、映画『ローレライ』）
- イエローサブマリン
- イゾルデ（TVアニメ『Project BLUE 地球SOS』）
- イリスク（漫画『ゴルゴ13』「イリスク浮上せよ」）
- インディアナ（映画『GODZILLA』）
- ヴィジル号（TVドラマ『原潜ヴィジル 水面下の陰謀』）
- うしお号（漫画『サブマリン707』）
- うずしお（707一世号、707一世改、707二世号他）（漫画『サブマリン707』）
- ウルディアーナ（PCゲーム『蒼海の皇女たち』）
- ウンディーネ（漫画・TVアニメ『うしおととら』）
- エイモス1 - 6号（漫画『サブマリン707』）
- エヴァズハンマー号(ゲーム『Wolfenstein: The New Order』 )
- オーランド（TVアニメ『勇者王ガオガイガー』）

### <か行>
- ガーフィッシュ（漫画『サブマリン707』）
- ガーフィッシュ、ガーフィッシュII（TVアニメ『ふしぎの海のナディア』）
- 海底空母（TVアニメ『科学忍者隊ガッチャマン』）
- かざしお（小説『南極点のピアピア動画』）
- ガッツマリン（TV『ウルトラマンダイナ』）
- ガミラス潜水艇（『宇宙戦艦ヤマト』）
- ガンガ（OVA『サブマリン707R』）
- 亀甲船（『キテレツ大百科』）
- キッシンジャー（小説『あそびにいくヨ!』）
- キャシュロット（アニメ『サブマリン707R』）
- きりしお（小説『海の底』）
- キング（漫画・TVアニメ『沈黙の艦隊』）
- くぢらまるIV（漫画『That's!イズミコ』）
- くにしお（小説『約束の海』）
- グランディスタンク（TVアニメ『ふしぎの海のナディア』）
- グランパス（OVA『青の6号』）
- グランビア（TVゲーム『海底大戦争』『R-TYPE TACTICS II -Operation BITTER CHOCOLATE-』）
- グレート・ガーディアン（アニメ『サブマリン707R』）
- グローリア号（TV『ウルトラセブン』）
- 黒鮫号（映画『緯度0大作戦』）
- くろしお一世号〜二世号（漫画・OVA『青の6号』）
- くろしお（漫画『戦海の剣』）
- くろしお（漫画『潜水艦スーパー99』）
- クロちゃん（アニメ『やわらか戦車』）
- クロノス（TVゲーム『-U- underwater unit』）
- ケルマディック（映画・テレビドラマ『日本沈没』）
- 原潜157号・808号（TV特撮『怪獣王子』）
- ゴータウェルヒト（アニメ『サブマリン707R』）
- コーバック号、コーバックII世号（漫画『青の6号』）
- 轟天号（映画『海底軍艦』）
- コッド・フィッシュ（漫画『サブマリン707』）
- ゴブリンI世（アニメ『名探偵ホームズ』）

### <さ行>
- サイクロン級原子力潜水艦リューリック（『FUTURE WAR 198X年』）
- 最新鋭戦闘潜水艦（TVアニメ『熱血最強ゴウザウラー』）
- サウスフォーク（小説『創竜伝』）
- さきしお（漫画『戦海の剣』）
- さつま（映画『ゴジラ・モスラ・キングギドラ 大怪獣総攻撃』）
- サブ・タイフーン（漫画『少年台風』）
- 邀撃潜水艇サラディン号（TVアニメ『キスダム -ENGAGE planet-』
- 海底要塞サルード（漫画・アニメ『マジンガーZ』）
- サンダーバード4号（TV『サンダーバード』）
- 海の狼（シー・ウルフ）（絵物語『地球SOS』）
- シーウルフ号（漫画『サブマリン707』）
- シークエスト号（TVドラマ『シークエスト』）
- シーゴブリン号（TVアニメ『黄金バット』）
- シーサーペント（小説『復活の日』）
- シーダイバー（TV『ウルトラマンコスモス』）
- シービュー号（TV『原子力潜水艦シービュー号』）
- シーフォックス（ゲーム『DEEP FEAR』）
- シーホーク号（映画『キングコング対ゴジラ』）
- シーホース（TVゲーム、アニメ『絢爛舞踏祭』）
- シーマリン（TV『ファイヤーマン』）
- シイラ（TVアニメ『宇宙空母ブルーノア』）
- しろしお（漫画『戦海の剣』）
- 次元潜航艦（アニメ『宇宙戦艦ヤマト2199』）
- ジャンボO（小説『C&Y 地球最強姉妹キャンディ』）
- ジュニア一世〜四世（漫画『サブマリン707』）
- シン410（アニメ『サブマリン707R』）
- しんかい7500（小説『MM9』）
- シンファクシ級潜水空母（TVゲーム『ACE COMBAT 5 THE UNSUNG WAR』）
- スーパー99、スーパー100（漫画・アニメ『潜水艦スーパー99』）
- スカイダイバー（TVドラマ『謎の円盤UFO』）
- スクーン（ゲーム『スクーン』）
- スティングレイ（TVドラマ『海底大戦争 スティングレイ』）
- スティングレー（映画『イン・ザ・ネイビー』）
- ストリームーベース（『青の6号』）
- セイレーン7500（TV『ウルトラマンガイア』）
- ゼス人の大型潜水艦（『潜水艦スーパー99』）
- 石棺型潜水艦（映画『海底軍艦』）
- せとしお（『亡国のイージス』）※ゆうしお型3番艦及びおやしお型10番艦とは別艦
- ゼロ（小説『宇宙潜航艇ゼロ』）
- 潜伊3001亀天号（『紺碧の艦隊』『旭日の艦隊』『新・紺碧の艦隊』）
- 潜水空母（『潜水艦スーパー99』）
- 潜水艦1号（映画『潜水艦1号』）
- センチュリオン（パチスロ『2027』）
- セント・バージニア（映画『ミッドナイト・イーグル』）

### <た行>
- ターボットSS号（OV『ウルトラマンネオス』※本編未登場）
- タイガーフィッシュ号（映画『北極の基地/潜航大作戦』）
- タイフーン（映画『メガ・シャークVSジャイアント・オクトパス』）
- ダッシュバード3号（TV『ウルトラマンマックス』）
- 崇潮級強襲潜水艦（ゲーム『マブラヴ オルタネイティヴ』）
- たつなみ（漫画『沈黙の艦隊』）
- 多次元諜報潜水艦（アニメ『勇者王ガオガイガー』）
- 地球連合軍原潜（『伝説巨神イデオン』）
- 超潜伊10001須佐之男号（『紺碧の艦隊』『新・紺碧の艦隊』）
- ツタンカーメン号（漫画『潜水艦スーパー99』）
- ディスカバリー（ゲーム『メタルギアソリッド』）
- ティラノ89コンバージョンタイプIII（漫画『超時空戦艦まほろば』）
- テスター3号（アニメ『ゼロテスター』）
- デビルソード（小説『群青神殿』）
- 天下無双号（漫画『天下無双 江田島平八伝』）
- 電光艇（小説『海島冐險奇譚 海底軍艦』）
- トータス号（TV『ウルトラマン』）
- トゥアハー・デ・ダナン（小説『フルメタル・パニック!』）
- 特殊潜航艇S号（TV『ウルトラマン』）
- 特潜伊601 富嶽号（小説『紺碧の艦隊』『新・紺碧の艦隊』）
- トライトンジャック号（漫画『サブマリン707』）
- ドラゴネット級戦略原潜（ゲーム『ACE COMBAT 2』、『ACE COMBAT 04 shattered skies』）
- ドルファー202（TV『ウルトラマンティガ』）
- ドルフィン（TV『ウルトラマンA』※本編未登場）
- ドルフィン号（TVアニメ第２作『サイボーグ009』）
- ドルフィン02号（ゲーム『AQUANAUT'S HOLIDAY〜隠された記録〜』）
- ドルフィンATM（TV『ウルトラマン80』※本編未登場）
- トレッド号（漫画『サブマリン707』）
- 超巨大潜水艦ドレッドノート（TV・PCゲーム『鋼鉄の咆哮』シリーズ）

### <な行>
- ナーカ号（映画『深く静かに潜航せよ』）
- なーちゃん（玄武）（TVアニメ『陸上防衛隊まおちゃん』）
- ナガト・ワンダー（OVA『青の6号』）
- なるしお（OVA『青の6号』）
- なるしお（TVアニメ『タイドライン・ブルー』）
- 二課仮設本部（TVアニメ『戦姫絶唱シンフォギア』）
- 日本号（漫画『冒険日本号』）
- ネーレイド号（ネレイド号）（小説・映画『復活の日』）
- 移動要塞都市ネヴラス（漫画『サイレン戦記』）
- ネバダ号（漫画『バビル2世』）
- ネプチューン（映画『原子力潜水艦浮上せず』）
- ネレイディア（PCゲーム『蒼海のヴァルキュリア 〜孤高の皇女ルツィア〜』）
- ネレイド（漫画・OVA『HELLSING』）
- 脳天号（漫画『岸和田博士の科学的愛情』）
- ノーチラス号（小説『海底二万里』、アニメ『ふしぎの海のナディア』など）
- 超巨大高速潜水艦ノーチラス （TV・PCゲーム『鋼鉄の咆哮』シリーズ）

### <は行>
- ハートの七（小説『ハートの7』）
- ハイドランジャー（TV『ウルトラセブン』）
- 白鯨級潜水艦（漫画『蒼き鋼のアルペジオ』）
- バチス号（漫画『バチス号浮上せず』）
- はつしお（小説・OVA『ソリトンの悪魔』）
- パトロールカプセル（『サブマリン707』）
- はやかぜ（小説『新世界遊撃隊』）
- はやなみ（TVアニメ『地球防衛企業ダイ・ガード』）
- 漢（ハン）（TVアニメ『タイドライン・ブルー』）
- ピラミッド号（漫画『潜水艦スーパー99』）
- 飛行潜水艦 富士（小説『昭和遊撃隊』）
- 海底要塞ブード（漫画・アニメ『マジンガーZ』）
- ブラックジャック（漫画『サブマリン707』）
- 黒鯨（ブラック・ホエール）（小説『新戦艦高千穂』）
- フリーズエノラ（漫画『超時空戦艦まほろば』）
- フリーマッカール（TV『恐竜探険隊ボーンフリー』）
- フリッパー（漫画『青の6号』）
- ブルーウェイル（TV『ウルトラマンメビウス』）
- ブルーシャーク（漫画『サブマリン707』）
- ブルース・パティントン型潜水艦（小説『ブルース・パティントン設計書』）
- ブルーノア（TVアニメ『宇宙空母ブルーノア』）
- プローバー（TVアニメ、映画『機動戦士ガンダム』）
- ブロンスン号（漫画『サブマリン707』）
- フロンテア号（漫画『サブマリン707』）
- ヘルゴースト級重装甲原子力潜水艦（漫画『超時空戦艦まほろば』）
- ホエール（TV『マイティジャック』）
- ボストーク号（小説・アニメ『緋弾のアリア』）
- ボルケーノ（アニメ『サブマリン707R』）

### <ま行>
- マイゼッター号（漫画『少年台風』）
- マイティ号（TV『マイティジャック』）
- 反応動力潜水艦「真岡」（小説『征途』）
- マッド・アングラー（TVアニメ、映画『機動戦士ガンダム』）
- マックシャーク（TV『ウルトラマンレオ』※本編未登場）
- マットサブ（TV『帰ってきたウルトラマン』）
- 超巨大潜艦マムート（漫画『サイレン戦記』）
- マリーンサタン号（TVアニメ『科学忍者隊ガッチャマン』）
- マリン1（TVアニメ『勇者王ガオガイガー』）
- マリンクラッシャー（TVアニメ『六神合体ゴッドマーズ』）
- マリンダイバー（映画『ウルトラマンコスモス2 THE BLUE PLANET』）
- ミサイルつき原子力潜水艦（『ドラえもん』）
- 夢応鯉魚号（小説・アニメ『新世界より』）
- むさし2号（映画『ゴジラvsキングギドラ』）
- マラコット号（漫画・OVA『青の6号』）
- マルメロ軍潜水艦（TVアニメ『六神合体ゴッドマーズ』）
- マンスーラ（アニメ『サブマリン707R』）
- ムスカ（漫画・OVA『青の6号』）
- むつしお（ゲーム『踊る大捜査線 THE GAME 潜水艦に潜入せよ!』）
- メトセラ（アニメ『タクティカルロア』）
- メルキオーレ（アニメ『サブマリン707R』）
- メロンジュース（ミコヤン・ジョボビッチMX-1）（小説『C&Y 地球最強姉妹キャンディ』）
- モスコート号（漫画『サブマリン707』）
- モビーディック（漫画『サブマリン707』）
- モンタナ（映画『アビス』）

### <や行>
- やまうみ（TVアニメ『勇者王ガオガイガー』）
- やまと（シーバット）（漫画・アニメ『沈黙の艦隊』）
- ヤマト・ワンダー（漫画『青の6号』）
- やまなみ（漫画『沈黙の艦隊』）
- 新日本武尊（小説・漫画『新・旭日の艦隊』）
- ユーコン（アニメ『機動戦士ガンダム』）
- ユタ（映画『GODZILLA』）
- ユリシーズ（映画『クラッシュ・ダイブ』）
- ユリシーズ（TVアニメ『タイドライン・ブルー』）
- 幽霊（ユリョン）（映画『ユリョン』）
- ユルゲンス艦（『宇宙空母ブルーノア』）
- 夜明けの船（TVゲーム、アニメ『絢爛舞踏祭』）

### <ら行>
- ラインホルト（漫画『サイレン戦記』）
- リベンジ・オブ・アース（漫画『超時空戦艦まほろば』）
- りゅうおう（青の6号）（OVA『青の6号』）
- りゅうぐう（TV『ウルトラマンティガ』）
- りゅうぐう9000（アニメ『勇者王ガオガイガー』）
- りゅうじん（アニメ映画『WXIII 機動警察パトレイバー』）
- ルーパー（TVアニメ『タイドライン・ブルー』）
- レッド・オクトーバー（小説・映画『レッド・オクトーバーを追え!』）
- レッドサタン号（映画『海底軍艦』）
- レッド・スコルピオン（レッド・スコーピオン）（漫画『沈黙の艦隊』）
- 巨大潜水艦レムレース（ゲーム『鋼鉄の咆哮 ウォーシップコマンダー』）
- ロードランジャー（漫画・アニメ『ケロロ軍曹』）

### <わ・ん>
- わだつみ（小説『物体0』、小説・映画・テレビドラマ・漫画『日本沈没』）

## 音楽
- イエロー・サブマリン (ビートルズ)
- 港に潜んだ潜水艇 (CHAGE and ASKA)
- イエロー・サブマリン音頭 (金沢明子)
- 轟沈 (楠木繁夫)